# Naropa
Naropa je bil indijski budistični sidhi 11. stoletja rojen leta 1016 v Bengalu. Njegovo leto smrti ni znano. S svojimi idejam je postal tudi eden od idejnih očetov Kagyu linije tibetanskega budizma. Po podatkih akademika Johna Newmana so mu Tibetanci dali ime Nā ro pa, Nā ro paṇ chen, Nā ro ta pa in podobno zveneča.

#### Življenje
Naropa je bil rojen leta 1016 kot Samanthabadra v družino brahmanov, najvišje indijske kaste . Zelo kmalu so ga starši poslali na šolanje, saj naj bi postal strokovnjak ne budističnih ver. Pri osmih letih si je premislil in zahteval, da nadaljuje šolanje kot budistični menih v današnjem Kašmirju. Starši so mu željo izpolnili in začel se je učiti budističnih načel. V času njegove odsotnosti so mu starši po tradiciji že izbrali nevesto. Starše je moral upoštevati, zato se je kmalu tudi poročil. Po osmih letih zakona se je odločil za ločitev, da bi bil posvečen za meniha. Vrnil se je v Kašmir na univerzo Nalanda, kjer je postal pandita. Učil je na univerzah Nalanda in Vikramashila. S svojimi razpravami si je pridobil velik ugled. Posledično je postal najbolj prepoznaven predstavnik dharme svojega časa. Pridobil si je položaj branilca severnih vrat. Med svojimi meditacijami je imel veliko vizij, v eni izmed katerih se mu je prikazala dakini s sporočilom, naj poišče Tilopo, da bi dosegel nadčloveške moči (v budizmu imenovane siddhi). Naropa se je odpravil na vzhod, kjer je v enem od samostanov našel Tilopo. Pri njem je preživel 12 let in v tem času prestal dvanajst brutalnih, z mistiko prepletenih preizkušenj. V zadnji nalogi ki mu jo je zadal Tilopa, si je moral Naropa odrezati vse prste ter z njimi narediti mandalo v pesku. Zaradi poškodb in krvavitev je omedlel, a ga je Tilopa s svojimi močmi ozdravil in mu povrnil tudi vse prste. Naropa je tako prestal iniciacijo in je smel oditi, saj se je naučil vsega. Zadnja navodila, ki jih je dobil so bila, naj se nikoli več ne udeleži debate in naj ne uči drugih ljudi. Odšel je nazaj v bližino univerz, kjer je nekoč poučeval in se do konca svojega življenja nastanil v manjšem samostanu Pullahari. Tja je kmalu začelo romati veliko ljudi, med drugimi tudi Marpa, z željo da bi jih Naropa poučeval.

#### Zapuščina
Naropa je znan po goreči predanosti svojemu učitelju, ki mu je omogočil doseči razsvetljenje v enem življenju. Zaradi svojih naukov, je postal del skupine Zlati venec skupaj s Tilopo in vsemi inkarnacijami Karmape. Ti sestavljajo glavne predstavnike sekte Tibetanskega Budizma imenovane Kagyu. Eden pomembnejših delov njegove zapuščine je zagotovo šest Naropinih dharm, ki so serija tantričnih tehnik, sestavljenih iz šestih jog. Sledenje le tem, naj bi posameznika hitreje pripeljalo do nirvane in stanja Bude. Njegovi nasledniki in drugi člani zlatega venca so osnove še nadgradili, podrobneje razložili in dodali svoja učenja. Naropa je eden od le 84 mahasiddh, siddhijev, ki so dosegli popolnost. Po njem je poimenovana univerza v Koloradu, ki poudarja učenje s poglobljenim razmišljanjem in meditacijo.

##### Šest jog Narope
Šest jog Narope ali njegovih šest učenj (pogost je tudi izraz šest dharm) je sestavek naprednih budističnih tantričnih učenj. Ustvarila sta jih Tilopa in Naropa, na osnovi izročil starejših modrecev. Znanje je bilo kasneje predano Marpi Lostawi, ki jih je prevedel in prenesel v Tibet. Joge so bile ustvarjene so bile z namenom, da bi ljudje hitreje dosegli popolnost in so še vedno najbolj priljubljen sistem tantričnih vaj tibetanskega budizma. Sledeče joge: notranje toplote, čiste svetlobe, iluzornega telesa, stanja sanj, vmesnega stanja in prenosa zavesti, so ključne pri doseganju stanja Bude, a se jim dodajajo tudi druge, odvisno od smeri budizma. Nekaj generacij po Naropini smrti, je njegova učenja popisal in razložil Gampopa v delu Zbirka izrekov Dakpe.